# Елм-Крік (Техас)
Елм-Крік (англ. Elm Creek) — переписна місцевість (CDP) в США, в окрузі Маверік штату Техас. Населення — 2884 особи (2020).

## Географія
Елм-Крік розташований за координатами 28°46′37″ пн. ш. 100°29′13″ зх. д. / 28.77694° пн. ш. 100.48694° зх. д. (28.776943, -100.486808).  За даними Бюро перепису населення США в 2010 році переписна місцевість мала площу 7,41 км², з яких 7,32 км² — суходіл та 0,08 км² — водойми.

## Демографія
Згідно з переписом 2010 року, у переписній місцевості мешкало 2469 осіб у 607 домогосподарствах у складі 558 родин. Густота населення становила 333 особи/км².  Було 691 помешкання (93/км²).
Расовий склад населення:
| - 94,7 % — білих - 0,1 % — корінних американців - 4,0 % — осіб інших рас |

До двох чи більше рас належало 1,2 %. Частка іспаномовних становила 98,0 % від усіх жителів.
За віковим діапазоном населення розподілялося таким чином: 40,0 % — особи молодші 18 років, 54,6 % — особи у віці 18—64 років, 5,4 % — особи у віці 65 років та старші. Медіана віку мешканця становила 24,9 року. На 100 осіб жіночої статі у переписній місцевості припадало 95,8 чоловіків;  на 100 жінок у віці від 18 років та старших — 88,1 чоловіків також старших 18 років.
Середній дохід на одне домашнє господарство  становив 43 379 доларів США (медіана — 34 757), а середній дохід на одну сім'ю — 43 873 долари (медіана — 34 944). За межею бідності перебувало 39,8 % осіб, у тому числі 48,0 % дітей у віці до 18 років та 62,1 % осіб у віці 65 років та старших.
Цивільне працевлаштоване населення становило 1096 осіб. Основні галузі зайнятості: освіта, охорона здоров'я та соціальна допомога — 38,8 %, мистецтво, розваги та відпочинок — 14,9 %, роздрібна торгівля — 12,0 %, транспорт — 10,6 %.